# Indeks Ifo

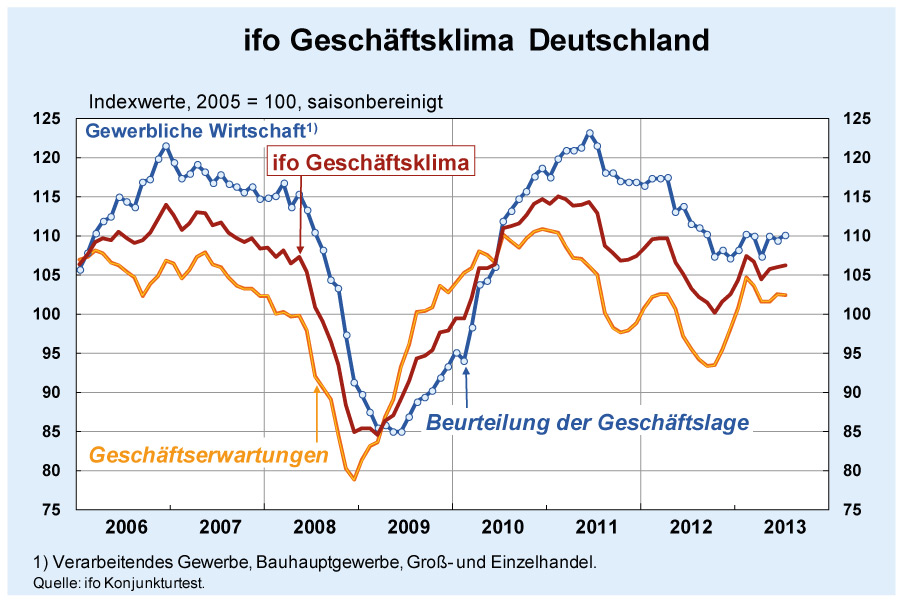
Wskaźnik klimatu biznesowego IFO

Indeks Ifo (w nazwie dodatkowo określany jako wskaźnik klimatu biznesowego) – wskaźnik makroekonomiczny obrazujący aktywność gospodarczą w Niemczech na podstawie kwestionariuszy dotyczących obecnej i przyszłej sytuacji gospodarczej. Jest sporządzany od 1991 roku przez Ifo Institut für Wirtschaftsforschung w Monachium. Ukazuje się co miesiąc, zazwyczaj około trzeciego tygodnia po miesiącu, którego dotyczy analiza. Wskaźnik był tematem kilku prac naukowych.

## Kalkulacja
Wskaźnik składa się z dwóch subindeksów, wskazujących na ocenę obecnej oraz przyszłej sytuacji w horyzoncie sześciu miesięcy. Ifo bazuje na około 7 tysiącach odpowiedzi wśród przedsiębiorców na pytania dotyczące obecnej i przyszłej koniunktury w produkcji przemysłowej, budownictwie, sprzedaży detalicznej i hurtowej. W przypadku bieżącej oceny respondenci mogą udzielić odpowiedzi, że sytuacja jest dobra, zadowalająca lub zła, natomiast odnośnie do pytań o kierunek zmian mogą stwierdzić, iż sytuacja będzie się poprawiać, nie zmieni się albo się pogorszy. Odpowiedzi są wyrażane w procentach. Następnie są one ważone pod względem znaczenia sektora. Saldo klimatu biznesowego wskazuje różnicę między pozytywną a negatywną oceną sytuacji.

## Przykład obliczenia wskaźnika
Wśród 100 badanych przedsiębiorstw, 40% uznało obecną sytuację za zadowalającą, 35% za dobrą, 25% za złą. Odpowiedź „zadowalająca” uważana jest za neutralną i nie bierze się jej pod uwagę w obliczeniach. Po odjęciu złej oceny od dobrej zostaje wynik 10% oznaczający ocenę stanu gospodarki. Podobnie oblicza się wynik za przewidywania gospodarcze. Wartość salda klimatu biznesowego wyznacza się z pierwiastka iloczynu powiększonych o 200 salda odpowiedzi odnośnie do obecnej sytuacji i przewidywań. Następnie od uzyskanego wyniku odejmuje się 200. Rezultat może się wahać między wartościami od -100 do 100, przy czym wartości ujemne oznaczają przewagę pesymistycznych odpowiedzi, dodatnie świadczą o pozytywnej ocenie sytuacji.

Wartość indeksu Ifo wyznacza się przez iloraz salda w bieżącym miesiącu powiększonego o 200 przez średnią wartość w bazowym roku (2005) powiększoną o 200. Wynik działania następnie mnoży się przez 100. W ostatecznym rozrachunku wynik jest korygowany o wpływ współczynników sezonowych.

## Interpretacja
Indeks Instytutu Ifo ma za zadanie uzupełniać oficjalne odczyty wskaźników makroekonomicznych. Jego zaletą w porównaniu do odczytów PKB jest to, że ukazuje się częściej i prezentuje bardziej aktualne dane. Wskaźnik dodatkowo ma charakter wyprzedzającego koniunkturę i wskazuje zmiany poszczególnych faz cyklu koniunkturalnego.

## Wartości ekstremalne
Najniższą wartość indeks osiągnął w marcu 2009 roku – 84,9 punktu. Najlepszym wynikiem wskaźnika jest 115,4 punktu z lutego 2011 roku.